# Hogna litigiosa
Hogna litigiosa är en spindelart som beskrevs av Roewer 1959. Hogna litigiosa ingår i släktet Hogna och familjen vargspindlar.
Artens utbredningsområde är Angola. Inga underarter finns listade i Catalogue of Life.